# Maqamat al-Harirí (manuscrit)
Maqamat al-Harirí és un manuscrit il·luminat elaborat per Yahya ibn Mahmud al-Wasiti l'any 1237. El manuscrit del maqama es troba ara a la Biblioteca Nacional de França, a París.
El manuscrit és un recull de 50 contes o maqama escrits a la fi del segle XI o primeria del XII per Al-Harirí de Bàssora, un poeta àrab. Segons el colofó, el manuscrit fou copiat l'any 634 del calendari islàmic (equivalent a 1237 en el calendari occidental) per un copista anomenat Yahya ibn Mahmud al-Wasiti, nascut a Wasit, però resident a Bagdad. El manuscrit conté una sèrie de contes sobre les aventures del protagonista Abu Zayd de Gorka, que viatja i enganya els que l'envolten amb la seua habilitat en àrab per a guanyar recompenses.
El llibre està escrit amb tinta roja i negra i conté 99 miniatures, que representen gran varietat d'escenes de maqamat i de la vida quotidiana. La majoria són decorades amb or.

## Galeria
- La reina d'Oman donant a llum
- Caravana de peregrins a La Meca
- Una illa oriental, amb animals mítics
- Mercat d'esclaus a la ciutat de Zabid del Iemen